# Rebecca More

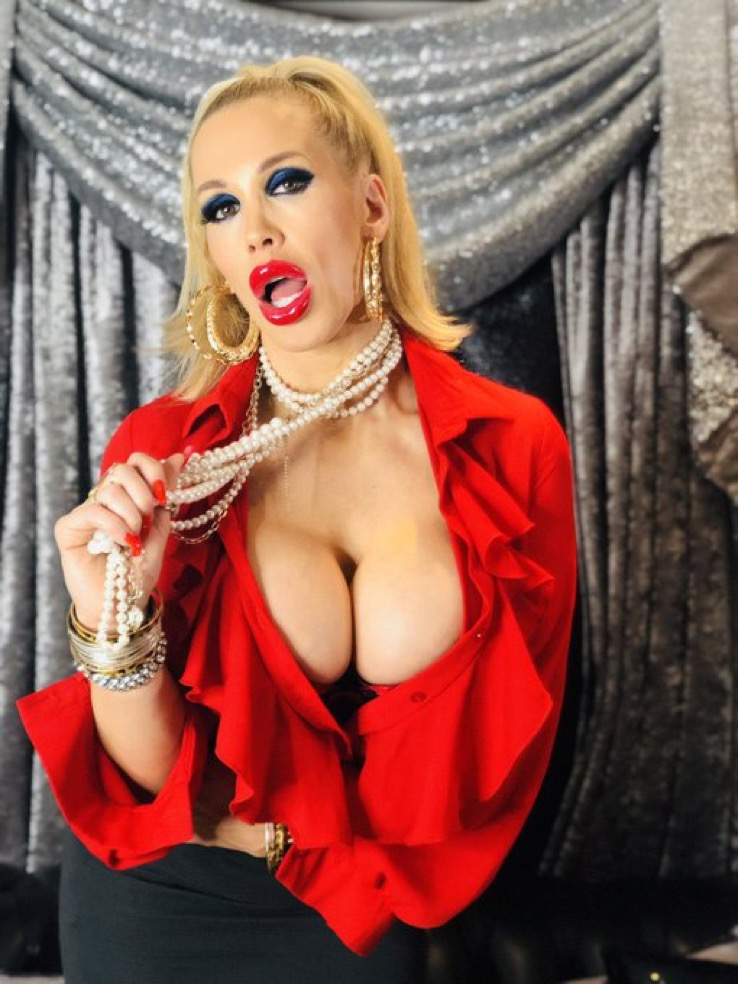
Rebecca More (2019)

Rebecca More (* 7. August 1980 in England) ist eine britische Pornodarstellerin und ein Model.

## Leben
Vor ihrer Tätigkeit in der Erotikbranche erwarb More einen Abschluss in Rechtswissenschaften an der University of West London. Sie arbeitete kurz für das Citizens Advice Bureau.
More begann zunächst als exotische Tänzerin in der Unterhaltungsbranche für Erwachsene zu arbeiten, wo sie schließlich bis spät in die Nacht Video-Anruf-Sessions bei den britischen Erwachsenen-TV-Sendern „Babestation“ und „Studio66“ veranstaltete.

## Pornokarriere
More startete ihre Pornokarriere 2010 im Alter von 32 Jahren. Viele ihrer frühesten Pornoproduktionen wurden für die britische Produktionsfirma Harmony Films gedreht, darunter Lipstick Libido (2011) und Psycho Sex (2011).
Darüber hinaus drehte More u. a. Office Girls 3 (2012) für Viv Thomas und Rosa — Lebe deine Fantasie (2012) für Joybear Pictures. Beide waren bei den AVN Awards 2013 als Best Foreign Non-Feature und als European Feature Release of the Year bei den XBIZ Awards 2013 nominiert.
Ab 2012 drehte More auch in den Vereinigten Staaten, zu Beginn vor allem für Brazzers. Ihr Einstieg erfolgte im Februar 2012, als sie mit Keiran Lee die Szene Afternoon Fun drehte. Beteiligt war sie auch an der von Game of Thrones inspirierten Porno-Parodie Queen of Thrones (2016) mit einem Dreier (mit Tina Kay und Danny D) sowie einer Gruppensexszene (u. a. mit Ella Hughes und Xander Corvus). Das Werk war bei den XBIZ Awards 2018 für neun Auszeichnungen nominiert, darunter Feature Movie of the Year (Spielfilm des Jahres) und Screenplay of the Year (Drehbuch des Jahres).
More hat während ihrer Filmkarriere zudem an weiteren Pornoparodien mitgewirkt – die meisten davon für das britische Pornonetzwerk Television X. Dazu gehören The Iron Lady Gardens (2012), Crank XXX (2012) und Sherlock Bones (2013), die bei den AVN Awards 2014 für die Beste Webpremiere nominiert wurden. Sie hat außerdem in den Television-X-Comedy-Filmen The Great British Bonk Off (2017) und Hard Brexxxit (2017) mitgespielt.
More ist zudem bekannt für ihre Darstellungen einer MILF in Filmen des gleichnamigen Genres.

## Berichterstattung in den Medien
Im Oktober 2014 geriet More erstmals in die Schlagzeilen, als sie während eine Sex-Reise (durch Birmingham, Manchester, Leeds, Southampton und London) im Rahmen von TV-Aufnahmen des Adult-Kanals Television X die britische Öffentlichkeit einlud mit ihr Sex in einem LKW zu haben. Ca. 2000 Männer, Frauen und Paare hatten sich beworben. Die Aktion ruf eine Reihe von Reaktionen von Politikern hervor, u. a. von Birmingham Labour MP Khalid Mahmood und dem Camden Town, Green party councillor.
More wurde im Oktober 2018 der breiten Öffentlichkeit im Internet bekannt, als sie und ihre Kollegin Sophie Anderson zwischen zwei Gangbangs, sich in einem Twitter-Video von 69 Sekunden Dauer als The Cock Destroyers bezeichneten. Das Video ging sehr schnell viral, wurde mittlerweile ca. 988.000-mal abgerufen, erhielt ca. 10.000 Likes und 4000 Tweets und wurde als Reaktionsvideo eingesetzt. Sowohl ihre als auch Andersons Videos sind zu Memes geworden und das Paar wurde später als „schwule Ikonen“ angesehen.
2020 begannen More und Anderson mit Slag Wars: The Next Destroyer eine Reality-TV-Serie, deren Ziel die Suche nach der nächsten LGBTQ+-Ikone sein soll.

## Auszeichnungen
- 2014: Paul Raymond Awards winner als MILF of the Year[4]
- 2015: Paul Raymond Awards winner als MILF of the Year[5]
- 2016: Paul Raymond Awards winner als MILF of the Year[6]
- 2016: SHAFTA Awards winner als MILF of the Year
- 2018: Paul Raymond Awards winner als MILF of the Year[7]
- 2018: SHAFTA Awards winner als MILF of the Year

## Nominierungen
- 2018 – XBIZ Europa Awards: Beste Sexszene – Glamcore für Malice before Daylight